# هيدريد ثنائي إيزوبوتيل الألومنيوم
 هيدريد ثنائي إيزوبوتيل الألومنيوم  هو مركب ألومنيوم عضوي صيغته C16H38Al2، كما يمكن كتابته على الشكل i-Bu2AlH)2، حيث i-Bu تمثل الإيزوبوتيل (-CH2CH(CH3)2). ويوجد على شكل سائل عديم اللون، وهو من المختزلات المعروفة.

## التحضير
يحضر المركب من تفاعل الألومنيوم مع البوتين والهيدروجين:
{\displaystyle {\ce {6 CH2=C(CH3)2 + 2 Al + 3 H2 -> 6 HAl(CH2CH(CH3)2)2}}}
كما يحضر من التفكك الحراري لمركب ثلاثي إيزوبوتيل الألومنيوم وفق آلية حذف الهيدريد بيتا.

## الخواص
يوجد المركب في الشروط القياسية على شكل سائل عديم اللون؛ وبينت دراسات البنية أن المركب يوجد على شكل ثنائي وحدات في مركزه ذرتا ألومنيوم ترتبطان بربيطتين جسريتين من الهيدريد.

## التطبيقات
يستخدم هيدريد ثنائي إيزوبوتيل الألومنيوم بشكل أساسي في الاصطناع العضوي ضمن المختزلات؛ وذلك في اختزال الأحماض الكربوكسيلية والنتريلات إلى الألدهيدات الموافقة. كما يمكن لهذا المركب أن يختزل الإسترات ألفا-بيتا غير المشبعة إلى الكحولات الأليلية الموافقة.